# CASA 2.111
 (mai 2009).
Si vous disposez d'ouvrages ou d'articles de référence ou si vous connaissez des sites web de qualité traitant du thème abordé ici, merci de compléter l'article en donnant les références utiles à sa vérifiabilité et en les liant à la section « Notes et références ».
Le CASA 2.111 était une version fabriquée en Espagne du célèbre bombardier allemand Heinkel 111.

## Historique
Durant la guerre d'Espagne (1937), les nationalistes de Franco furent équipés en matériel militaire par les Allemands et les Italiens. Parmi ces livraisons, des bombardiers Heinkel He 111D, motorisés par des Junkers Jumo 211, furent prêtés aux troupes nationalistes.
Après la Seconde Guerre mondiale, la construction sous licence commença, sous le nom de CASA 2.111 (111 étant la référence allemande de cet appareil).
La principale différence était sa motorisation : en effet le Casa 2.111 était motorisé par des moteurs Rolls-Royce Merlin 500 — tout comme le Hispano Aviación 1112 : en 1953, l'Espagne a acheté un certain nombre de ces moteurs aux Britanniques. C’est ce même moteur qui équipait également les Hurricane et les Spitfire pendant la guerre.
La version 2.111A était motorisé avec des moteurs Junkers Jumo 211 B2 ; les modèles suivants furent motorisés avec des moteurs Rolls-Royce Merlin 500 de 1 600 ch.
Certains CASA 2.111 ont été remotorisés (notamment aux États-Unis) avec des moteurs allemands d'origine et utilisés dans des meetings aériens.
Un CASA 2.111 s'est écrasé dans un meeting aux États-Unis, le 10 juillet 2003, entraînant la mort de son équipage,.
On a pu voir certains de ces appareils au cinéma, repeints aux couleurs allemandes (La Bataille d'Angleterre, Patton). Environ 230 Casa 2.111 ont été construits jusqu'en 1956 pour le compte de l'armée de l'air espagnole ; les derniers n’ont été retirés du service actif qu’en 1973.
En France, il en existe un exemplaire au musée de l'air et de l'espace du Bourget, actuellement stocké dans les réserves du musée.